# Hermann Markgraf
Carl August Hermann Markgraf (ur. 30 maja 1838 w Chociebużu, zm. 12 stycznia 1906 we Wrocławiu) – niemiecki historyk, filolog klasyczny, archiwista i bibliotekarz związany z Wrocławiem, od roku 1876 aż do śmierci dyrektor wrocławskiej Biblioteki Miejskiej oraz Archiwum Miejskiego, badacz i popularyzator dziejów Wrocławia i Śląska.

## Życiorys
Był synem szewca, swoje pierwsze lata życia spędził w rodzinnym Chociebużu. Tu w roku 1857 ukończył miejscowe gimnazjum, następnie studiował historię i filologię klasyczną na uniwersytetach we Wrocławiu, Jenie i Berlinie. Studia ukończył ostatecznie 22 lutego 1861 r. w Berlinie broniąc pod opieką Johanna Gustava Droysena rozprawę pt. de Bello Burgundico a Carolo Audace Contra Archiepiscopatum Coloniensem Suscepto a. 1474 (O wojnie burgundzkiej Karola Zuchwałego przeciw arcybiskupowi Kolonii w roku 1474). Po studiach przez krótki czas nauczał w gimnazjum w Gorzowie, a w roku 1862 przybył do Wrocławia już jako ordynowany nauczyciel aby objąć posadę we wrocławskim gimnazjum im. Fryderyka. W szkole tej pracował do roku 1876, kiedy to objął jednocześnie dwa stanowiska dyrektorskie we wrocławskim Archiwum Miejskim i Bibliotece Miejskiej, które piastował przez prawie trzydzieści lat swojej śmierci w roku 1906. W czasie swojej długoletniej pracy w roli dyrektora zainicjował wiele działań zmierzających do unowocześnienia obu placówek m.in. wprowadzając nowy system katalogów bibliotecznych i archiwalnych. Dzięki jego staraniom obie instytucje osiągnęły status naukowy. W roku 1894 zainicjował serię wydawniczą Mitteilungen aus dem Stadtarchiv und der Stadtbibliothek zu Breslau prezentującą prace historyczne sporządzone na podstawie źródeł zgromadzonych w obu instytucjach. Od roku 1872 był członkiem zarządu, a od 1905 prezesem Śląskiego Towarzystwa Historycznego. Zmarł po długiej chorobie, pochowany został na Cmentarzu Grabiszyńskim, jego grób nie zachował się.
Dla upamiętnienia jego osoby w roku 1910 dzisiejszą ulicę Miłą w pobliżu placu Grunwaldzkiego przemianowano z Seidelgäßchen na Markgrafstraße. Nazwa ta obowiązywała do roku 1945.

## Działalność naukowa
Hermann Markgraf w swojej pracy naukowej interesował się stosunkami śląsko-czeskimi w średniowieczu, postacią Jerzego z Podiebradów oraz epoką Fryderyka II. Publikował także prace o historii Wrocławia, jego rzemiosła i handlu, a także historii jego rozwoju przestrzennego. Był redaktorem kilku tomów rozpoczętej w roku 1854 przez Colmara Grünhagena serii Codex Diplomaticus Silesiae (Kodeks Dyplomatyczny Śląska) zawierającej archiwalne materiały źródłowe dziejów średniowiecznego Śląska. Do najważniejszych jego prac zalicza się: Der Breslauer Ring und seine Bedeutung für das Stadt z 1894 o historii wrocławskiego Rynku oraz pracę dotyczącą historii i etymologii nazw wszystkich ulic we Wrocławiu wytyczonych przed końcem XIX w. – Die Straßen Breslaus nach ihrer Geschichte und ihren Namen z 1896. W roku 1889 napisał na zlecenie szwajcarskiego wydawnictwa Caesara Schmidta ilustrowany przewodnik po Wrocławiu i jego okolicach będący częścią serii przewodników po największych miastach ówczesnego świata zatytułowanej: Städtebilder und Landschaften aus aller Welt.

## Literatura
- Encyklopedia Wrocławia. Wrocław: Wydawnictwo Dolnośląskie, 2006, s. 516-517.